# Кинематограф Украины
Кинематограф Украины — киноискусство и киноиндустрия Украины. К нему в какой-то мере относятся ассоциация продюсеров Украины и система рейтингов Украинской киноассоциации.
Развитие украинского кино фактически началось ещё в 1893 году, когда инженер Иосиф Тимченко за два года до братьев Люмьер разработал аппарат «кинескоп», пригодный для киносъёмки и кинопроекции.
70 лет своей истории украинское кино было частью советского. В эти времена, несмотря на политику национализации, централизованного госуправления и цензуры кинематографа, украинское кино пережило несколько волн своего расцвета во времена ВУФКУ в 1920-х и «украинского поэтического кино» 1960-х.

## История

### Первые киносъёмки (1893—1921)
Первые фильмы на территории современной Украины были показаны вскоре после изобретения кинематографа братьями Люмьер в 1895 году.
В 1893 году механик-конструктор Императорского Новороссийского университета Иосиф Тимченко создал аппарат для воспроизведения на экране непрерывного движения людей и предметов. Тогда же он совершил первые киносъёмки — всадников и метателей копий, которые демонстрировались в гостинице «Франция» (Одесса) с 7 ноября в 20 декабря 1893 года. 9 января 1894 г. изобретение демонстрировалось на 6-м заседании секции физики ІХ съезда русских естествоиспытателей и врачей в Москве. Сейчас съёмочный аппарат находится в фондах московского Политехнического музея.
В сентябре 1896 года в Харькове фотограф Альфред Федецкий снял несколько хроникальных сюжетов. А уже в декабре — почти год в год с первым публичным киносеансом в Париже — Альфред Федецкий устроил киносеанс в Харьковском оперном театре. Во Львове 13 сентября 1896 начались регулярные киносеансы французских фильмов в Пассаже Гаусмана (проезд Кривая Липа), продолжавшиеся несколько дней.
Одним из пионеров украинского кинематографа был екатеринославский кинооператор и кинорежиссёр Даниил Сахненко. В 1911 году в пригороде Екатеринослава (в посёлке Лоцманская Каменка) он снял полнометражный немой фильм «Запорожская Сечь», считающийся на Украине первым игровым фильмом национального производства.
Пионеры украинского кино начала 1900-х годов предпочитали экранизации популярных местных спектаклей, таких как «Наталка Полтавка» (с участием известной актрисы Марии Заньковецкой), «Москаль-волшебник», «Служанка». Тогда же имела место попытка создать фильмы на украинскую историческую тематику, тоже на театральной основе («Богдан Хмельницкий» по пьесе Михаила Старицкого). С дореволюционным кино на Украине связано творчество многих популярных актёров. Королевой экрана тех времен была Вера Холодная, которая родилась в Полтаве и много снималась в Одессе.

### ВУФКУ (1922—1929)

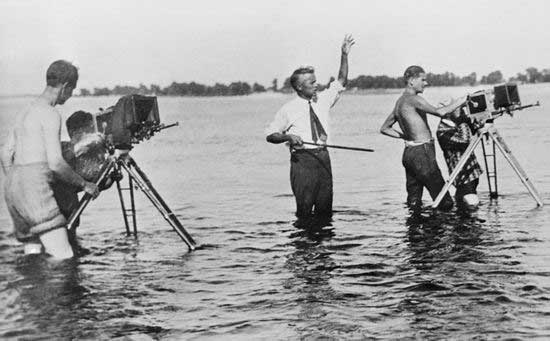
Довженко на съёмках в 1932 году

С 1919 года в УССР начинается тотальное огосударствление кино. 1922 году были основаны Всеукраинское фотокиноуправление, которому удалось реконструировать Одесскую и Ялтинскую киностудию, а в 1928 году ввести в действие Киевскую кинофабрику (будущую Киевскую киностудию им. А.Довженко) — одну из крупнейших и самых современных на то время в мире. Вместе с тем, игровое кино пыталось совместить революционную тематику с традиционной для предыдущего периода мелодрамой и приключенческими жанрам («Укразия» Пета Чардинина, «Сумка дипкурьера» и «Ягодка любви» Александра Довженко). В это время на Украине появились также экранизации классических произведений национальной литературы — «Тарас Трясило», «Николай Джеря», «Борислав смеется» .
В Одессе проходили съёмки многих фильмов, которые ставили московские кинорежиссёры. В 1925 году на экраны страны вышел фильм Сергея Эйзенштейна «Броненосец Потемкин», вошедший в десятку лучших фильмов мирового кинематографа и ставший визитной карточкой Одессы.
В конце 1920-х годов в украинском кинематографе все громче начало заявлять о себе новое модернистское течение, сформировавшееся в сотрудничестве режиссёра Леся Курбаса с писателями Майком Гервасиевичем Йогансеном и Юрием Яновским. Непроторённым пути преодолевал в кино самобытный режиссёр и сценарист, известный скульптор Иван Кавалеридзе («Ливень», «Перекоп»).
Особую роль в становлении украинского киноискусства сыграли фильмы Александра Довженко «Звенигора» (1928), «Арсенал» (1929), «Земля» (1930). Его творчество вывело украинский кинематограф на мировой уровень. В 1958 году на Всемирной выставке в Брюсселе (Бельгия) в результате опроса, проведённого Бельгийской синематекой, среди 117 выдающихся критиков и киноведов из 26 стран мира, фильм «Земля» был назван в числе 12 лучших картин всех времен и народов.
В ноябре 1930 года ВУФКУ было реорганизовано в «Украинафильм» и подчинено «Союзкино».

### «Украинфильм» и начало звукового кино (1930—1950)
В 1930 на Украине появляется первый звуковой фильм — документальная лента Дзиги Вертова «Энтузиазм: Симфония Донбасса», а в следующем году зрители услышали голоса актёров в художественном фильме А. Соловьёва «Фронт».
В конце 1930-х тотальный террор в СССР сочетается с конъюнктурным возвращением к национально-исторической тематике. Фильмы «Щорс» (1939) Александра Довженко и «Богдан Хмельницкий» (1941) Игоря Савченко — удивительное сочетание и очевидной режиссёрской и актёрской одаренности. В 1938 году вышел первый украинский цветной фильм — «Сорочинская ярмарка».
Украинское кино времен Второй мировой войны, частично эвакуировано на восток, было преимущественно подчинено идеологическим задачам военной поры. Вместе с тем, в это время были сняты и настоящие киношедевры. К ним можно отнести фильм «Радуга» Марка Донского по сценарию Ванды Василевской, который с необыкновенной художественной силой передаёт трагедию оккупированного фашистами украинского села. Фильм получил ряд международных наград, но, несмотря на распространённые слухи, так и не получил «Оскар».
Сценарий Александра Довженко «Украина в огне», который Сталин сначала воспринял одобрительно, затем подвергся разгромной критике, а автор — шельмованию. Одной из причин этого, о чём Довженко намекнули, было то, что в сценарии ничего не было сказано о решающей роли Сталина в победе над врагом. Кроме того, в фильмах военных лет по указанию «вождя» пропагандировалась идея быстрой и легкой победы над фашизмом.
Украинские фильмы 1945—1953 годов подчинялись канонам «социалистического реализма», их большую ценность составляют высокий уровень актёрской игры (на экране в это время появляются Михаил Романов, Амвросий Бучма, Дмитрий Милютенко, Сергей Бондарчук) и высокопрофессиональные работы кинооператоров («Подвиг разведчика» (1947), режиссёр Борис Барнет, оператор Даниил Демуцкий; «Тарас Шевченко» (1951), режиссёр Игорь Савченко, оператор Даниил Демуцкий, и другие).

### Кино во время немецкой оккупации Украины (1941—1943)
Кинематографическую жизнь продолжалась на Украине и во время её оккупации Германией в годы Второй мировой войны. Его центром был Киев, где общество «Украина-фильм» на базе Киевской киностудии начало создавать пропагандистские документальные и хроникальные ленты. На студии в то время работало несколько известных кинематографистов, в частности операторы Николай Топчий и Юрий Тамарський. Также в Киеве действовало восемь кинотеатров.

### Кино «оттепели»
Во времена политической «оттепели» второй половины 1950-х — начале 1960-х годов стремительно растет украинская кинопродукция. Появляются фильмы, которые до сих пор пользуются большим зрительским успехом: «Весна на Заречной улице» (1956, режиссёры Марлен Хуциев и Феликс Миронер), «Голубая стрела» (1958, Леонид Эстрин), «Жажда» (1959, Евгений Ташков), «Иванна» (1960, Виктор Ивченко), «За двумя зайцами» (1961, режиссёр Виктор Иванов), «Королева бензоколонки» (1962, режиссёры Алексей Мишурин и Николай Литус), «Сон» (1964, Владимир Денисенко).

### Украинское поэтическое кино
Украинский кинематограф 1960—1970-х годов представлен именами мирового значения: режиссёры Сергей Параджанов, Юрий Ильенко, Леонид Осыка, Николай Мащенко, актёры Иван Миколайчук, Юрий Шумский, Гнат Юра, Константин Степанков, Николай Гринько, Богдан Ступка.
В это время появляются ленты, которые положили начало уникальному феномену «украинского поэтического кино»: «Тени забытых предков» Сергея Параджанова (1964), который получил вторую премию на 7 Международном кинофестивале в Аргентине; «Колодец для жаждущих» Юрия Ильенко (1965) «Каменный крест» Леонида Осыки (1968), «Верность» Петра Тодоровского (1965).
Лента Киры Муратовой «Долгие проводы» (1971) оказалась под запретом. Драматическая судьба также постигла фильм Юрия Ильенко «Вечер на Ивана Купала» (1968), а вот его лента «Белая птица с чёрной отметиной» (1971) получила Золотую медаль Международного Московского фестиваля.
Впоследствии эстетика украинского поэтического кино стимулировала режиссёрский дебют актёра Ивана Миколайчука («Вавилон XX» , 1979), а существенные элементы поэтического кино появляются в лентах Николая Мащенко «Комиссары» (1971) и «Как закалялась сталь» (1973).

### Расцвет неигрового и анимационного кино в 1970-х
В 1970-80-е годы настоящий расцвет переживало украинское неигровое кино. Киевская киностудия научно-популярных фильмов сняла огромный массив лент, среди которых встречались настоящие шедевры жанра («Язык животных», «Думают ли животные?», «Семь шагов за горизонт» режиссёра Феликса Соболева, «Захар Беркут» режиссёра Леонида Осыка и др.).
Чрезвычайно успешным был этот период и для украинского анимационного кино. Ленты режиссёров Владимира Дахно (сериал «Как казаки…», «Энеида»), Давида Черкасского («Приключения капитана Врунгеля», «Доктор Айболит», «Остров сокровищ»), Ефрема Пружанского («Алиса в Стране чудес», «Алиса в Зазеркалье»), Александра Викена («Как Петя Пяточкин слоников считал», «Отчаянный кот Васька») и Бориса Храневича («Капитошка») прославили украинскую анимацию за пределами страны.

### Кино «перестройки»
В годы «перестройки» создается много фильмов, посвящённых острой социальной проблематике — «Астенический синдром» Киры Муратовой (1989) «Бич Божий» Олега Фиалко (1988), «Распад» Михаила Беликова (1990) и другие. Фильм Юрия Ильенко «Лебединое озеро. Зона» (1989) получил широкий международный успех, став своеобразной антитоталитарной киноэмблемою.

### Кинематограф в независимой Украине
Регулирования государственной политики Украины по вопросам кино было утверждено 13 января 1998 года, когда Верховная Рада Украины приняла Закон Украины «О кинематографии».
В период независимости украинское кино характеризуется распадом киноиндустрии в 1990-х годах и попытками восстановить её в 2000—2010-х годах.
В 1990-х с распадом Советского Союза и экономическим кризисом украинское кино начинает переживать упадок. Количество зрителей в кинотеатрах уменьшается от 552 млн в год в 1990 году до 5 млн. — В 1999 году. В то же время постепенно растёт аудитория телеканалов. Количество художественных фильмов, снятых на Украине за год, уменьшается с 45 в 1992 году до 4 в 2000 году. Из 136 фильмов, снятых на Украине в 1990-х годах, 82 были сняты на русском языке. Украинское кино 1990-х пытается коммерциализироваться. Заказчиками и спонсорами фильмов часто становятся бизнес-структуры. Это обстоятельство влияет на содержание фильмов, их попытки иметь развлекательный характер, популярность приобретают криминальные драмы, приключенческие и эротические фильмы.
В начале 1990-х украинское телевидение начало активно снимать телесериалы, в частности популярность имели «Роксолана», режиссёр Борис Небиеридзе про Хюррем-султан, «Остров любви», режиссёр Олег Бийма. На рубеже 2000-х годов огромный успех имел фильм польского режиссёра Ежи Гофмана «Огнем и мечом», в котором украинский актёр Богдан Ступка сыграл роль запорожского гетмана Богдана Хмельницкого. Богдан Ступка становится главным гетманом украинского экрана — ему принадлежат также роли в историческом сериале «Чёрная рада» Николая Засеева-Руденко (2000) и фильме Юрия Ильенко «Молитва о гетмане Мазепе» (2001). В 2006 году состоялась также премьера первого украинского триллера «Штольня» (продюсер и оператор Алексей Хорошко, режиссёр Любомир Кобыльчук). В 2008 году вышел фильм «Иллюзия страха» украинского кинорежиссёра Александра Кириенко. Фильм снят по мотивам одноимённого произведения Александра Турчинова.
В 2010-х годах происходит постепенное увеличение объёмов кинопроизводства на Украине. Благодаря развитию технологий и уменьшению затрат значительно увеличивается количество короткометражных фильмов. В украинский кинематограф пришло новое поколение кинематографистов. Появляются коллективные проекты украинских режиссёров «Мудаки. Арабески», «Украина, Goodbye!», «Вавилонь13». Вместе с упадком централизованной киноиндустрии начинается развитие независимых киностудий, фирм-дистрибьюторов и сети кинотеатров.
В 2003 году в основном конкурсе Берлинале получил «Серебряного медведя» фильм украинского аниматора Степана Коваля «Шёл трамвай девятый номер». В 2005 году лента «Попутчики» молодого украинского режиссёра Игоря Стрембицкого получила «Золотую пальмовую ветвь» Каннского кинофестиваля. В 2007 году в конкурсной программе Международного кинофестиваля в Роттердаме состоялась мировая премьера фильма «Менины» режиссёра Игоря Подольчака. Позже фильм участвовал в 27 международных кинофестивалях, в 10 из них в программе, в других — в официальной селекции. В 2011 году Марина Врода получила «Золотую пальмовую ветвь» Каннского кинофестиваля за короткометражный фильм «Кросс». В 2014 году полнометражный фильм Мирослава Слабошпицкого «Племя» участвовал в конкурсной программе «Неделя критики» «Каннского кинофестиваля» и получил сразу три награды — приз фонда Ган, приз Открытие и Гран-при. В 2017 году украинский документальный фильм «Dustards» режиссёра Станислава Гуренко стал одним из платиновых победителей кинопремии International Independent Film Awards в номинации «Документальный фильм».

## Кинофестивали
- Киевский международный кинофестиваль «Молодость»
- Киевский международный кинофестиваль
- Одесский международный кинофестиваль
- Кинофестиваль «КРОК»
- Международный фестиваль короткометражных фильмов «Харьковская сирень»

## Киностудии
- Национальная киностудия им. Довженко (Киев)
- Одесская киностудия (Одесса)
- Национальная кинематека Украины

## Кинотеатры
По состоянию на 2015 год на Украине по данным Украинской киноассоциации насчитывается около 169 кинотеатров, в которых размещены около 464 экранов.

## Кинодистрибьюторы
По состоянию на 2016 год на Украине по данным Государственного агентства Украины по вопросам кино насчитывается 105 юридических лиц-компаний в сфере кинопроката, а также 13 физических лиц. Из этих 107 предприятий кинопроката, четверо кинопрокатчиков занимают более 90 % рынка (по выручке), а именно B&H Film Distribution Company, UFD, Kinomania и MMD.
| № | Название                      | Рынок в 2010 | Рынок в 2011 | Рынок в 2012 | Рынок в 2013 | Рынок в 2014 | Рынок в 2015 |
| 1 | B&H Film Distribution Company | 43,2%        | 51,0%        | 48,9%        | 49,1%        | 41,4%        | 55,7%        |
| 2 | Ukrainian Film Distribution   | 20,5%        | 22,1%        | 21,5%        | 14,3%        | 26,0%        | 22,8%        |
| 3 | Кіноманія                     | 15,9%        | 13,4%        | 9,6%         | 15,0%        | 16,0%        | 8,5%         |
| 4 | Мульті Медіа Дістріб’юшн      | 2,6%         | 4,7%         | 3,4%         | 7,8%         | 3,6%         | 3,80%        |
| 5 | Інтер-Фільм                   | -            | 4,7%         | 4,4%         | 7,6%         | 2,5%         | -            |
| - | Оставшаяся часть              | 18%          | 4,2%         | 12,2%        | 6,4%         | 10,5%        | 9,3%         |
| - | Всего                         | 100          | 100          | 100          | 100          | 100          | 100          |

## Госкино Украины
Центральным орган исполнительной власти, который обеспечивает реализацию государственной политики в сфере кинематографии является Государственное агентство Украины по вопросам кино.

### Руководители Госкино Украины
- 1922—1924 — В. Прокофьев (ВУФКУ)
- 1924—1927 — Захар Хелмно (ВУФКУ)
- 1927—1928 — Александр Шуб (ВУФКУ)
- 1928—1930 — Иван Воробьёв (ВУФКУ)
- 1963—1972 — Святослав Иванов (Государственный комитет по кинематографии УССР)
- 1972—1979 — Василий Большак (Государственный комитет по кинематографии УССР)
- 1979—1983 — Юрий Олененко (Государственный комитет по кинематографии УССР)
- 1983—1988 — Владимир Стадниченко (Государственный комитет по кинематографии УССР)
- 1991—1992 — Юрий Ильенко (Государственный фонд украинской кинематографии)
- 2006—2010 — Анна Чмиль (Государственное агентство Украины по вопросам кино)
- 2010—2014 — Екатерина Копылова (Государственное агентство Украины по вопросам кино)
- с 2014 — Филипп Ильенко (Государственное агентство Украины по вопросам кино)

## Союз кинематографистов Украины
Национальный союз кинематографистов Украины — общественная организация, целью которой является содействие развитию украинских экранных искусств как органической составляющей национальной и мировой культуры, участие в создании концепций развития и сотрудничества киноотрасли и телевидеопростору, защита творчески профессиональных, авторских и социальных прав членов Союза.

## Сохранения кинематографического наследия
Сохранением, восстановлением, реставрацией украинского архивного кино занимается Национальный центр Александра Довженко — государственный киноархив художественных фильмов Украины, единственный Ассоциированный член Международной федерации киноархивов (FIAF) на Украине. Также включает в себя государственную кинокопировальную лабораторию. Осуществляет научные исследования в отрасли кинематографии, издаёт справочную литературу по истории кино, специализированные киноиздания, занимается популяризацией украинского и мирового кино.
На хранении в Центре Довженко находится свыше 50 000 единиц хранения киноматериалов (более 7 000 наименований кинопроизведений) — художественных, анимационных, документальных и научно-популярных фильмов по большей части украинского производства. Большинство из них представлены на исходных материалах — негативах и дубль-негативах, часть также — на позитивных плёнках и цифровых носителях. В Центре Довженко хранятся исходные материалы всех украинских фильмов, созданных после 1992 года. Материалы фильмов советского периода по большей части представлены на дубль-негативах или позитивных плёнках.
Значительную часть украинских неигровых и телевизионных фильмов сохраняет Центральный государственный кинофотофоноархив Украины имени Г. С. Пшеничного.